# Oriulus grandiceps
Oriulus grandiceps är en mångfotingart som beskrevs av Loomis 1968. Oriulus grandiceps ingår i släktet Oriulus och familjen Parajulidae. Inga underarter finns listade i Catalogue of Life.